# Yamata-no-Orochi
Le Yamata-no-Orochi (ヤマタノオロチ (Yamata no Orochi), également écrit (八岐大蛇), (八俣遠呂智), ou (八俣遠呂知)), également simplement désigné sous le nom d’Orochi (大蛇 (Orochi)), est un serpent draconiforme doté de huit têtes et huit queues issue de la mythologie japonaise dans laquelle il tient une place importante, de par sa mention dans les grands récits fondateurs du Japon compilés dans le Kojiki et le Nihon Shoki.

## Présentation
Dans les deux textes, le Yamata no Orochi est décrit comme un serpent colossal, dont les yeux rouges sont comparés à des alkékenges (Physalis alkekengi). Son immense corps couvre huit montagnes et huit vallées, et des arbres comme le cyprès japonais (Chamaecyparis obtusa) et le cèdre japonais (Cryptomeria japonica), poussent sur son dos.
À l'origine, le monstre était vénéré comme une divinité des montagnes (yama-no-kami : 山の神) ou une divinité des eaux (水神, suijin), et certaines croyances populaires lui rendaient hommage,.
Selon le Kojiki, il est dit que « le grand serpent de Koshi, le Yamata-no-Orochi, vient chaque année », suggérant qu’il proviendrait de la région de Koshi (越国), une ancienne province du Japon recouvrant tout ou partie des préfectures actuelles d’Ishikawa, Toyama et Niigata.
Si dans les textes originaux, il est dépeint comme un grand serpent, il fut très régulièrement illustré sous la forme d’un dragon asiatique doté de cornes et de moustaches, comme illustré dans le Honchô eiyû den.

### Étymologie
Dans le Kojiki, son nom est écrit avec les caractères 八岐遠呂智 (), tandis que dans le Nihon Shoki, il est écrit avec les caractères 八岐大蛇 (). Selon le philologue Motoori Norinaga, dans son ouvrage Kojiki-den, le nom devrait être lu sans la particule « no » comme Yamata-Orochi.
Le terme japonais « Orochi » (大蛇), signifiant « grand serpent », dérive de l'ancien japonais « woröti » (をろち), marqué par une évolution phonétique régulière du préfixe « wo- » (を) vers « o- » (お). Cependant, son origine reste incertaine.
Selon le linguiste Roy Andrew Miller, le mot pourrait être formé à partir de « worö » (をろ), qui signifie « queue », suivi du suffixe « -ti » (ち).
Plusieurs chercheurs japonais ont proposé des hypothèses variées, l’anthropologue et linguiste Paul Benedict a, de son côté, exploré des connexions avec des langues étrangères, notamment austronésiennes, toungouses voire indo-européennes. Il a suggéré que « woröti » pourrait provenir de la racine proto-austronésienne woröt-i ou orot-i, qui signifie « serpent » ou « ver »,.
Cependant, cette théorie a été critiquée par Roy Andrew Miller, qui a proposé une origine locale basée sur le proto-toungouse xürgü-či, signifiant « celui qui a une queue ».
D'autres hypothèses suggèrent une origine liée à des termes japonais comme « o » (尾), signifiant « queue », ou « oro » (峰), désignant « sommet » ou « crête ». Certains chercheurs proposent également un lien avec le suffixe « -chi » (ち), qui désigne « esprit » ou « divinité », que l'on retrouve dans le terme « mizuchi » (水霊), un dragon des rivières dans les légendes japonaises.
L’anthropologue américain Covington Scott Littleton a avancé une théorie reliant l’Orochi à des figures indo-européennes, comme le démon tricéphale Trisiras, tué par le dieu Indra. Bien que cette hypothèse propose un parallèle mythologique intéressant, elle ne repose sur aucun lien phonologique solide avec le japonais.

## Dans la mythologie

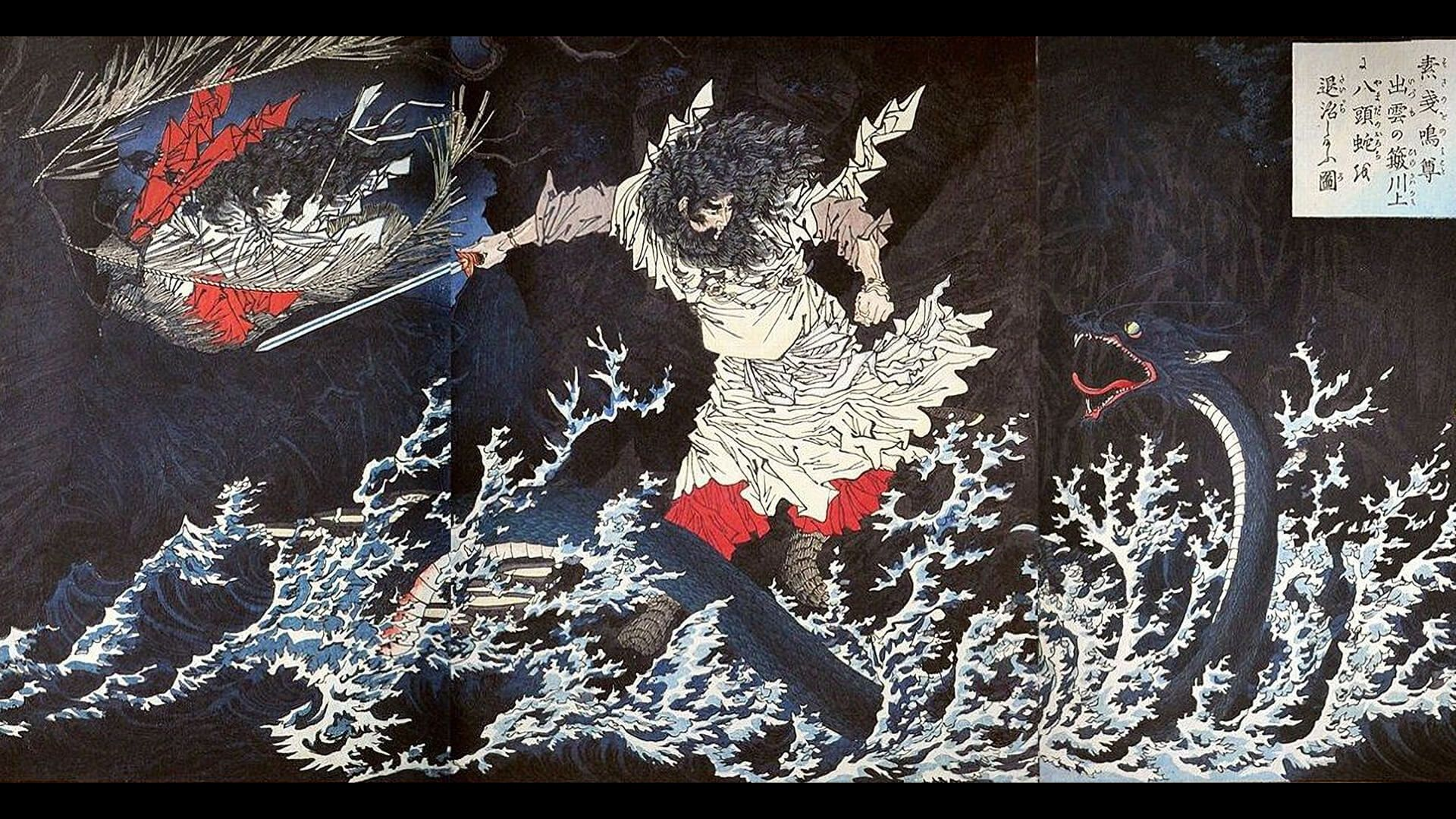
Susanoo tuant le Yamata no Orochi, par Yoshitoshi. Du Nihon-Ryakushi : Susanoo-no-Mikoto. L'épée légendaire Kusanagi-no-Tsurugi est venue de la queue de Yamata no Orochi.

Que ce soit dans le Kojiki ou le Nihon Shoki, l’histoire du Yamata no Orochi reste globalement similaire, bien que certains détails, tels que les noms et les descriptions, varient légèrement selon les textes : Les deux récits relatent les exploits du dieu des tempêtes Susanō (須佐之男命, Susanō-no-Mikoto) après son expulsion de Takamagahara, le royaume céleste, pour avoir offensé sa sœur, Amaterasu, la déesse du soleil.
Après son bannissement, Susanō descendit dans la province d'Izumo, près de la rivière Hi (肥河), aujourd’hui appelée Hii (斐伊川), dans l’actuelle Okuzumo. Là, il rencontra un vieux couple pleurant avec leur fille. Dans le Kojiki, le père est nommé Ashinazuchi (足名椎命), la mère Tenazuchi (手名椎命), où ils sont décrits comme des enfants du dieu Ōyamatsumi (大山津見神), tandis que le Nihon Shoki désigne le couple simplement comme des divinités terrestres (国神, kunitsukami). Leur fille, dernière survivante de leurs huit enfants, est appelée Kushinadahime (櫛名田比売) dans le Kojiki et Kushiinadahime (奇稲田姫) dans le Nihon Shoki.
Le couple expliqua que Yamata no Orochi, le monstrueux serpent à huit têtes et huit queues, venait chaque année dévorer une de leurs filles. Cette année, il s’apprêtait à prendre leur toute dernière, ce qui les plongeait dans un profond désespoir.
Susanō se proposa alors, d’aller éliminer le monstre en échange de la main de Kushinadahime. Pour la protéger, il transforma la jeune fille en peigne et la glissa dans ses cheveux. Il demanda ensuite au couple de préparer une liqueur forte, distillée en huit fois, et de construire une clôture avec huit portails. Devant chaque portail, ils devaient placer un tonneau rempli de ce breuvage.
Lorsque le Yamata no Orochi arriva, chacune de ses têtes plongea dans un tonneau pour boire la liqueur. Ivre, le monstre s’endormit, permettant à Susanō de le découper en morceaux à l’aide de son épée, Totsuka-no-Tsurugi (十束剣) dans le Kojiki et (十拳剣) dans le Nihon Shoki. En tranchant l’une de ses queues, il découvrit une lame légendaire qu’il nomma Kusanagi-no-Tsurugi (草薙剣). Cette épée fut plus tard offerte à sa sœur Amaterasu.
L’épée légendaire Kusanagi, découverte dans la queue du serpent, devint l’un des trois trésors sacrés du Japon impérial, aux côtés du miroir Yata no Kagami et du bijou Yasakani no Magatama. Ces trésors sont emblématiques des Regalia impériales du Japon.

## Interprétations
Le Yamata no Orochi est parfois vu comme une incarnation des inondations. Certains chercheurs, comme le physicien Terada Torahiko, l’associent à des coulées de lave. Une autre théorie propose que le monstre serait plutôt associé à un ancien mythe lié à la métallurgie japonaise.

## Légende
Le sanctuaire shinto Yamada-jinja (山田神社) situé à Saku dans la préfecture de Nagano est dédié à une pierre appelée Hebi-ishi (蛇石, « pierre-serpent »), qui est associée au Yamata no Orochi,.
Selon la légende, après que Susanō ait vaincu le Yamata no Orochi, son âme serait restée dans une pierre sous une forme immobile. Il est dit que si une grenouille est placée sur cette pierre, elle disparaît mystérieusement. La pierre aurait également augmenté de taille au fil des années. Un sanctuaire a été construite pour couvrir la pierre, mais elle aurait été détruite par la pierre elle-même. Ce n’est qu’en consacrant la pierre comme une divinité locale ubusunagami (産神) que sa croissance se serait arrêtée. Le sanctuaire Susanō-jinja (須佐神社) situé dans la ville d’Izumo conserve des os qui semblerait être ceux du Yamata no Orochi.

## Dans la culture populaire
Sa nature et sa place dans la culture asiatique ont valu à Yamato-no-Orochi d'apparaître fréquemment dans la culture populaire :
Mangas et Animes
- Le film d'animation Wanpaku ōji no orochi taiji (1963) est une adaptation pour enfant de la vie de Susanoo, qui y affronte aussi Yamata-no-Orochi.
- Dans le manga Blue Seed (1992-1995), Yamata-no-Orochi attaque Kushinada dès le premier épisode, c'est aussi lui qui transmet ses magatama à Kusanagi.
- Dans le manga One Piece (depuis 1997), l'une des sœurs d'Hancock, Sandersonia, utilise une technique appelée "Hebigamitsuki, Yamata-no-Orochi". De plus, le shogun du pays des Wa se nomme Orochi Kurozumi qui possède un fruit du démon s'inspirant de la créature légendaire.
- Dans le manga Naruto (1999-2014), Orochimaru prend la forme de ce monstre et est vaincu par la technique Susanō d'Itachi Uchiwa.
- Dans le manga Shaman King (1998-2004), l'une des attaques du personnage Ryû prend la forme de cette créature.
- Dans le manga Jujutsu Kaisen, Ryomen Sukuna énonce un de ses anciens adversaires portant le nom de "Yamata no Orochi" et possédant des capacités similaires à celles de son adversaire actuel.
- Dans la série animée Digimon Tamers (2001-2002), un Digimon nommé Orochimon est un des antagoniste mineur : il a 8 têtes de serpent, crache du venin et demande une taxe sous forme de saké aux Gekomon habitant la région.
- Orochi et ses huit suppôts sont les « méchants » de l'anime Kannazuki no miko (2004-2005).
- Dans le manga One Punch Man (depuis 2009), le boss de l'arc principal se nomme Orochi et ses cheveux attaquent tels 8 dragons plongeant sur leur cible.
- Dans la licence Yo-kai Watch (depuis 2012), le yo-kai Venoct (Octorgone en français) et toutes ses dérivations sont inspirés de Yamata-no-orochi.

Jeux vidéos
- Dans la série Megami Tensei (depuis 1987) et ses spin-offs Persona (depuis 1996) il est un des nombreux Shadow et Persona que l'on peut combattre ou invoquer respectivement.
- Dans Dragon Quest III (1988), un des boss se nomme Orochi et est un dragon à 5 têtes.
- Dans The King of Fighters, notamment le 97 (1997), les 8 surpuissants raniment un être du même nom : Orochi.
- Dans Golden Sun : l'Âge perdu (2003), les évènements de l'île Izumo sont inspirés du combat opposant Yamata-no-Orochi à Susanoo, le boss Serpent le représentant.
- Le jeu Ōkami (2006) reprend cette légende comme trame principale.
- Il est l'un des créateurs du monde fusionné du jeu Warriors Orochi (2007).
- Depuis la cinquième génération de Pokémon (2012), la famille d'évolution de Solochi y fait référence. Dans la neuvième génération (2023), le Pokémon Pomdorochi y fait référence, de par son design et son nom.
- Dans The Secret World (2012), le Groupe Orochi est une multinationale japonaise composée de huit filiales, qui fait office d'antagoniste dans l'intrigue globale.
- Il est un eidolon dans le MMORPG Aura Kingdom (2014).
- Il est l'un des boss du jeu Nioh (2017).
- Dans le jeu Genshin Impact (2020), un des dieux décédés d'Inazuma (largement inspiré du Japon) se nomme Orochi.

Divers
- Il semble que de manière générale, le Kaiju King Ghidorah (créé en 1964) soit en partie inspiré du Yamato-no-Orochi de par sa nature mauvaise et ses nombreuses têtes.
- Les Orochi-bito sont un peuple de serpents humanoïdes du cycle Kamigawa du jeu Magic : L'Assemblée (2004).
- Les montagnes russes The Monster (Walygator Grand Est), avant d'être relocalisées en France, ont fonctionné de 1996 à 2007 dans le parc japonais Expoland sous le nom d’Orochi.
- Dans les épisodes 1 et 2 de Joueur du Grenier portant sur le jeu Takeshi no chōsenjō (2009), les deux vidéastes font référence au Yamata-no-orochi. C'est même un personnage récurrent, car Granolax (une petite pieuvre extraterrestre d'apparence inoffensive) est la réincarnation du dragon dans l'univers de la chaîne.
- Dans le film Godzilla 2 : Roi des monstres sorti en 2019, le nom de la créature est indiqué sous le nom "Titanus Yamata no Orochi" sur une carte indiquant différents points d’apparitions de divers titans, Yamata-no-Orochi ayant été aperçu au Japon.
- Il apparaît aussi dans l'épisode de joueur du grenier sur takeshi's challenge et celui sur les jeux japonais.
- L'astéroïde (10888) Yamatano-orochi porte son nom.